# Phare de Cashla Bay
Le phare de Cashla Bay est un phare situé dans la baie de Galway, dans le Comté de Galway (Irlande). Il marque l'entrée de la petite baie de Casla. Il a été construit et est géré par les Commissioners of Irish Lights.

## Histoire
Ce petit phare moderne a été construit en 1984 dans la région du Gaeltacht proche du village de Casla.
Le 17 décembre 2007 une rayure rouge verticale a été peinte sur la tour blanche pour améliorer l'évidence de lumière du jour de cette aide à la navigation.